# Regino Reboli
Luiz Regino Reboli, conhecido por Hygino (Curitiba, 1915 — Piraquara, 10 de novembro de 2010), foi um futebolista brasileiro que atuou como meio-campista.
Hygino era meio-campista e atuou nas décadas de 1930 e 1940 nos clubes: Coritiba (onde foi campeão paranaense em 1931 e 1935), Clube Atlético Paranaense, Britânia e Palestra.
Era torcedor do Coritiba F.C. e na comemoração do centenário do "coxa" (em 2009) foi homenageado como o ex-jogador com mais idade e ainda vivo na história do clube.
Um dos filhos de Hygino foi o autor do hino oficial do Coritiba F.C.